# Oxypeltidae
Oxypeltidae (лат.) — семейство жесткокрылых. Ранее входило в состав усачей. Морфология личинок Oxypeltidae имеет сходство с личинками весперид.

## Распространение
Широко распространены в андском регионе Чили и Аргентины.

## Систематика
Ранее семейство входило в состав усачей.
- Семейство: Oxypeltidae
  - Подсемейство: Oxypeltinae
    - Род: Cheloderus Gray, 1832
      - Вид: Cheloderus childreni Gray, 1832
      - Вид: Cheloderus penai Kuschel, 1955

    - Род: Oxypeltus Blanchard, 1851
      - Вид: Oxypeltus quadrispinosus Blanchard, 1851